# Alberto Luiz de Souza
Alberto Luiz de Souza, mais conhecido simplesmente como Alberto (Campo Grande, 27 de abril de 1975), é um ex-futebolista brasileiro, que atuava como atacante.

## Carreira

### Jogador
Alberto estreou nos gramados em 1995, quando jogou pelo Ituano. Nas temporadas seguintes defendeu o Internacional, e, entre 1997 e 1998, o atacante defendeu o Atlante do México. Ainda em 1998, ele se transferiu para o Necaxa do México, e, no ano seguinte, voltou ao Brasil, onde jogou no Etti Jundiaí.
Fez um bom Campeonato Paulista pelo Rio Branco em 2000, sendo contratado pelo Palmeiras. No clube, marcou o gol do título da Copa dos Campeões de 2000, seu único gol pelo time. Na Copa João Havelange, Alberto não foi bem, com isto, no final da temporada de 2000, o centroavante deixou o clube para jogar no Náutico.
Após passagem pelo Botafogo de Ribeirão Preto, fez parte do elenco Campeão Brasileiro do Santos em 2002, sendo o artilheiro do time com 12 gols. Em 3 de outubro daquele ano, fez um gol de bicicleta contra o Corinthians no Estádio do Pacaembu, na vitória santista por 4x2 - gol escolhido como o mais bonito do Campeonato. Alberto também marcou gols em todos os primeiros jogos do mata-mata do Brasileirão de 2002: nas quartas-de-finais contra o São Paulo; na semi-de-final contra o Grêmio e na final contra o Corinthians. Jogou 32 partidas pelo Santos todas no ano de 2002 e marcou 12 gols.
Após o título, foi negociado com o Dínamo de Moscou. Depois se transferiu para o Rostov (ambas equipes da Rússia). No frio do país, o jogador contraiu uma grave pneumonia bacteriana que foi diagnosticada na Espanha, foi parar na UTI, obrigando o atleta a voltar para o Brasil para fazer uma cirurgia que o recuperou para o futebol.
Retornou ao Brasil em 2004, para vestir a camisa do Corinthians. Deixou o clube e passou pelo Atlético Mineiro.
Em 2006, defendeu o Coritiba.
No ano seguinte, desembarcou no Japão, para jogar no Ventforet Kofu. Novamente, após algum tempo, regressou para o Brasil. Passou pelo Grêmio Barueri, Ceará e Comercial.
Em 2010, foi contratado pelo Grêmio Catanduvense de Futebol a convite do volante Márcio Rodrigues, mas foi dispensado após o termino do contrato em maio de 2010, alegando não ter recebido salários e entrou com um processo trabalhista contra o clube. Logo após sua saída do Grêmio Catanduvense de Futebol, Alberto anunciou sua aposentadoria.

### Empresário
Em novembro de 2020, foi anunciado como Coordenador de Franquias e Embaixadas do Santos FC. Em fevereiro do ano seguinte foi demitido pela nova direção do clube.

## Títulos
Internacional-RS
- Campeonato Gaúcho: 1997

Paulista
- Copa Bandeirantes: 1999

Palmeiras
- Copa dos Campeões: 2000

Náutico
- Campeonato Pernambucano: 2001

Santos
- Campeonato Brasileiro: 2002[20]

Ceará
- Taça Estado do Ceará: 2009